# موشوته
موشوته (به صربی: Mušvete) یک منطقهٔ مسکونی در صربستان است که در چایتینا واقع شده‌است. موشوته ۱۴٫۴۸ کیلومتر مربع مساحت و ۲۴۲ نفر جمعیت دارد و ۹۱۷ متر بالاتر از سطح دریا واقع شده‌است.